# Archidiocèse de Lyon
L'archidiocèse de Lyon (en latin : Archidioecesis Lugdunensis) est un des archidiocèses métropolitains de l'Église catholique en France. L'archevêque de Lyon porte le titre, aujourd'hui honorifique, de primat des Gaules. 
Depuis le 22 octobre 2020, Olivier de Germay est archevêque de Lyon. Il est assisté de trois évêques auxiliaires, Patrick Le Gal depuis 2009, Loïc Lagadec et Thierry Brac de La Perrière depuis 2023.

## Histoire

### Origines
Érigé au IIe siècle, le diocèse de Lyon (en latin : Dioecesis Lugdunensis) fait partie des circonscriptions ecclésiastiques les plus anciennes de France. En effet, les premiers missionnaires chrétiens, d'origine grecque, arrivèrent assez tôt à Lugdunum, métropole économique, politique et religieuse des Trois Gaules. En 177, sous Marc Aurèle, est attestée une persécution contre les chrétiens de Lyon, déjà organisés en Église locale. Lors de ses événements, on dénombre 48 martyrs dont l'évêque Pothin et Blandine.
Irénée, successeur de Pothin, est connu pour être disciple de saint Polycarpe, lui-même disciple de saint Jean l'évangéliste : Eusèbe de Césarée rapporte qu'au prêtre Florinus qui était tombé dans l’hérésie gnostique, Irénée écrivit : « Je t’ai vu, quand j'étais encore enfant, dans l'Asie inférieure, auprès de Polycarpe ; tu avais une situation brillante à la cour impériale et tu cherchais à te faire bien voir de lui. Car j’ai meilleur souvenir de ces jours d'autrefois que des événements récents. Ce que l'on a appris dès l'enfance, en effet, se développe en même temps que l'âme, en ne faisant qu'un avec elle. Si bien que je puis dire le lieu où s'asseyait pour nous entretenir le bienheureux Polycarpe, ses allées et venues, le caractère de sa vie et l'aspect de son corps, les discours qu'il tenait à la foule, et comment il racontait ses relations avec Jean, et avec les autres qui avaient vu le Seigneur, et comment il rapportait leurs paroles, et ce qu'il tenait d'eux au sujet du Seigneur, de ses miracles, de son enseignement, en un mot comment Polycarpe avait reçu la tradition de ceux qui avaient vu de leurs yeux le Verbe de vie, il était dans tout ce qu'il rapportait d'accord avec les Écritures. J'écoutais cela attentivement, par la faveur que Dieu a bien voulu me faire, et je le notais non sur du papier, mais en mon cœur, et, par la grâce de Dieu, je ne cesse de le ruminer fidèlement. Je puis témoigner devant Dieu que si le bienheureux vieillard, l'homme apostolique, avait entendu quelque chose de pareil (les doctrines gnostiques), il se serait récrié, il aurait bouché ses oreilles, il aurait dit comme à son ordinaire : O bon Dieu, pour quels temps m'as-tu réservé, faut-il que je supporte de telles choses ! et il aurait fui loin du lieu où, assis ou debout, il aurait entendu de pareils discours. ». Le lien est donc fait entre les apôtres et l'Église de Lyon.
Le diocèse de Lyon est élevé au rang d'archidiocèse métropolitain dès le IIIe siècle.

### Diocèses suffragants médiévaux
L'archevêché de Lyon comptait depuis l'époque de sa création quatre diocèses suffragants : Autun, Chalon, Langres et Mâcon.
Ce découpage demeura inchangé jusqu'au XVIIIe siècle avec la création des diocèses de Dijon en 1731 et Saint-Claude en 1742, par démembrement de Langres et Lyon respectivement. Ces modifications portèrent le nombre de suffragants de l'archevêché de Lyon à six jusqu'à la Révolution française.

### Moyen Âge
Outre le spirituel, l'Église de Lyon exerça une autorité temporelle et à ce titre administra un territoire, la ville épiscopale et ses environs et fut détentrice des droits régaliens (droit de justice, de lever une armée et de battre monnaie) à la suite de la dévolution à la famille royale de la fonction épiscopale. Burchard Ier de Lyon (948-963) puis Burchard II (979-1031), respectivement frère et fils illégitime de Conrad III de Bourgogne, posent les premiers jalons d'une principauté épiscopale lyonnaise dès la seconde moitié du Xe siècle.

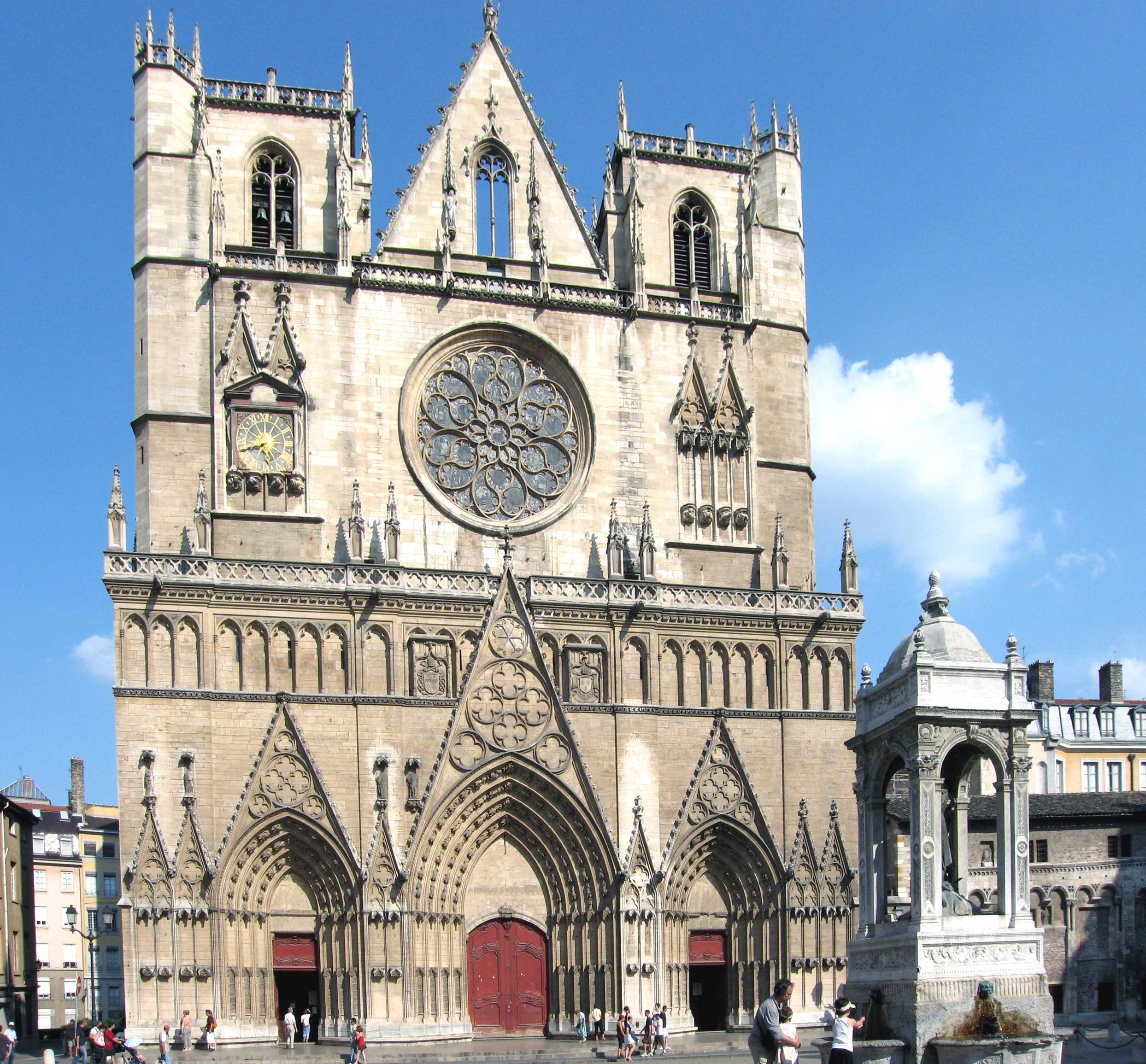
La cathédrale Saint-Jean-Baptiste, primatiale des Gaules.

À ce titre et à la suite du rapprochement avec le royaume de France (amorcé par la permutation de 1173), l'évêque Jean II de Belles-Mains édifia à la fin du XIe siècle un château à motte ; motte de Béchevelin. La motte, outre le rôle symbolique et politique, tête de pont sur la rive gauche du Rhône de l'église de Lyon, contrôlait le passage sur le fleuve et surveillait le « compendium » antique Lyon-Vienne ; un péage y était attaché. Ce même évêque favorisa également la construction du pont du Rhône, pont de la Guillotière actuel. Il est à noter que ce territoire sur lequel l'église de Lyon avait autorité était contesté par le comte de Savoie, les seigneurs de Chandieu et les dauphins de Viennois.
L'Église de Lyon jouit également de la seigneurie de Saint-Barnard que Guichard V, sire de Beaujeu, lui avait aliéné avec toutes ses dépendances, moyennant 6 050 livres au mois de mai 1264 et ce jusqu'en 1599, époque où elle l’aliène à Martin de Covet, seigneur de Montribloud.

### Époque moderne et contemporaine

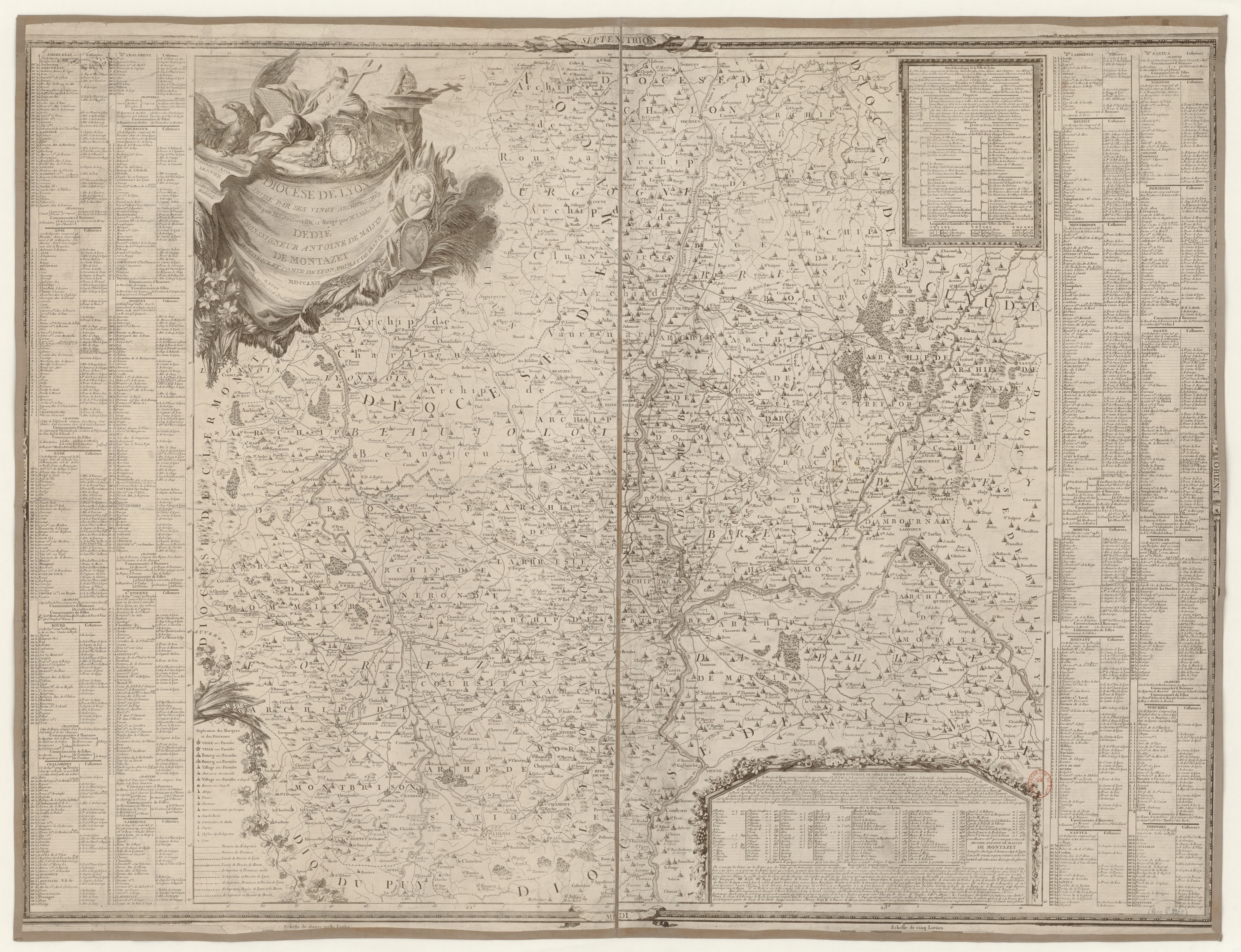
Diocèse de Lyon divisé par ses vingt archiprêtrés (1769).

À la fin de l'époque moderne, le diocèse est divisé en vingt archiprêtrés.
De 1790 à 1793, Lyon est le siège épiscopal du diocèse du département de Rhône-et-Loire, un des quatre-vingt-trois diocèses de l'Église constitutionnelle créés par la constitution civile du clergé. Lyon est aussi le siège de la métropole du Sud-Est, un des dix arrondissements métropolitains.
De 1801 à 1822, il couvre les trois départements de l'Ain, de la Loire et du Rhône. En 1822, le siège épiscopal de Belley est rétabli pour le département de l'Ain et l'archidiocèse de Lyon réduit à ceux de la Loire et le Rhône. En 1970, le siège épiscopal de Saint-Étienne est érigé pour deux des trois arrondissements du département de la Loire : celui de Saint-Étienne et celui de Montbrison. Ainsi, depuis 1970, l'archidiocèse de Lyon ne couvre plus que le département du Rhône et l'arrondissement de Roanne.
La bulle Paternae caritatis du 6 octobre 1822 avait disposé que l'archevêque de Lyon adjoigne à son titre celui de la métropole supprimée de Vienne ; cette disposition a cessé d'être en vigueur le 15 décembre 2006, adjoignant le titre de Vienne au diocèse de Grenoble.

### Période récente
Le 26 septembre 1970, le diocèse de Saint-Étienne est créé à partir de territoires de l'archidiocèse de Lyon.
Depuis 2002, les suffragants du diocèse lyonnais sont les diocèses d'Annecy, Belley-Ars, Grenoble-Vienne-les-Allobroges, Saint-Étienne, Valence et Viviers, ainsi que l'archidiocèse de Chambéry, Maurienne et Tarentaise. La province ecclésiastique de Lyon couvre ainsi la région Rhône-Alpes.
Les archevêques de Lyon portent le titre, aujourd'hui honorifique, de primat des Gaules.
De 1822 à 2006, ils relèvent le titre d'archevêque de Vienne. Depuis 2006, le territoire de Vienne est rattaché au diocèse de Grenoble-les-Allobroges, dont le nom est devenu Grenoble-Vienne-les-Allobroges.
Depuis 1842, les archevêques de Lyon sont presque toujours créés cardinaux-prêtres de l'église de la Très-Sainte-Trinité-des-Monts de Rome, une des cinq églises des Pieux Établissements de la France à Rome et Lorette.
De 2002 à 2020, l'archevêque de Lyon est le cardinal Philippe Barbarin. Il est assisté de deux évêques auxiliaires : Patrick Le Gal, évêque titulaire d'Arisitum et Emmanuel Gobilliard, évêque titulaire de Carpentras et ancien recteur de la cathédrale du Puy.
En 2012, le cardinal Barbarin fait venir la Communauté Saint-Martin dans le diocèse, pour desservir la paroisse de Meyzieu ; depuis 2019, elle est également présente à Oullins.

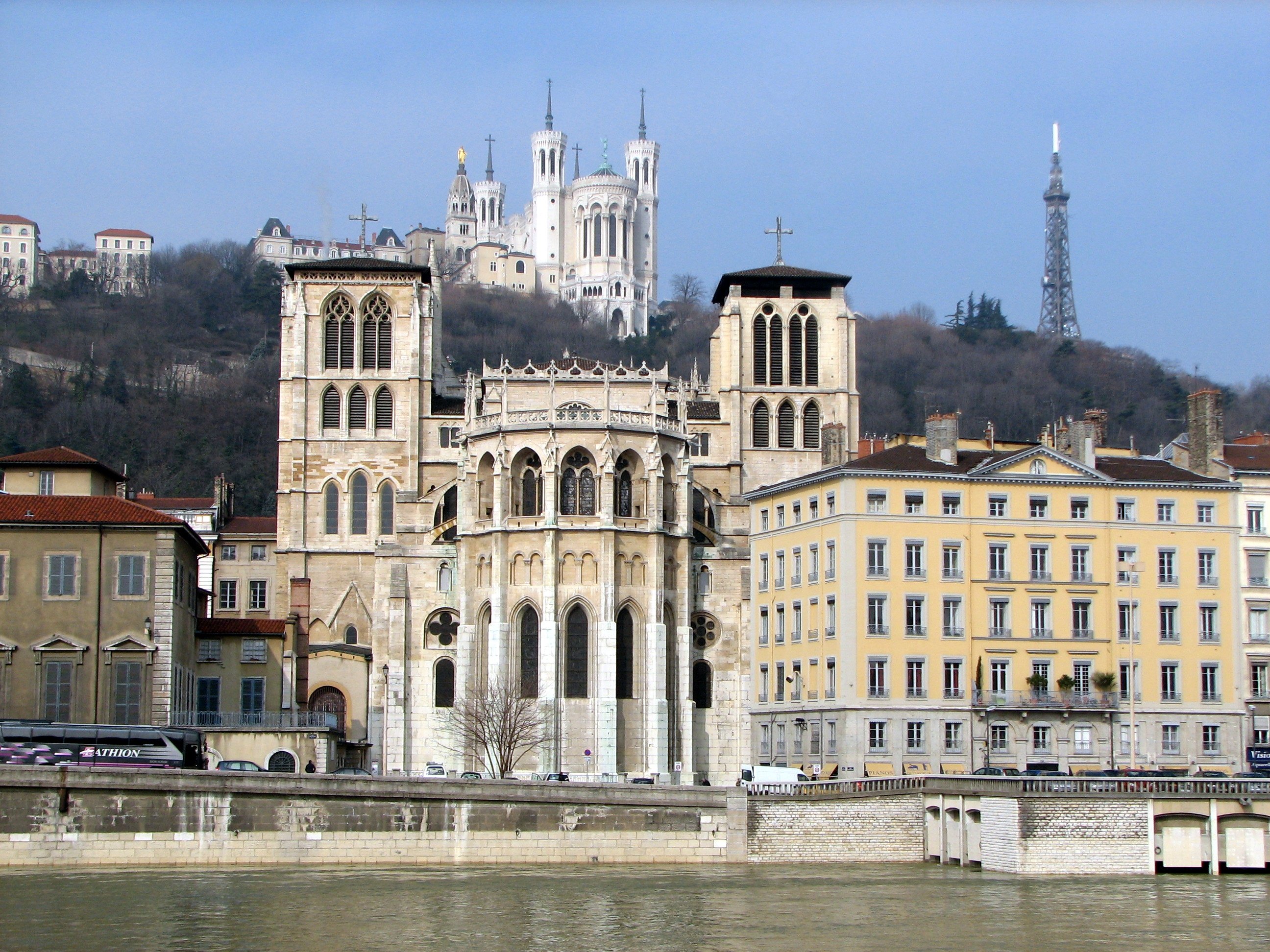
Chevet de la primatiale Saint-Jean-Baptiste et basilique Notre-Dame de Fourvière.

Le 22 octobre 2020 le pape François nomme Olivier de Germay, alors évêque d'Ajaccio, à l'archidiocèse de Lyon. Le nouvel archevêque est installé le 20 décembre 2020 dans la primatiale,,.
À la suite de l'affaire Bernard Preynat, le diocèse de Lyon décide d'indemniser 21 victimes du prêtre pédophile. En décembre 2020, une somme globale de 169 500 euros est donnée aux 14 premières « dont les faits étaient prescrits et qui ne pouvaient donc pas saisir le tribunal judiciaire ». Les sept autres doivent être indemnisés à la fin des procédures judiciaires .
En janvier 2022, le prêtre Louis Ribes, artiste peintre décédé en 1994, est accusé d'avoir agressé sexuellement des dizaines d'enfants dans les années 1970 et 1980. Plusieurs enfants ont posé nus à la demande du prêtre. Le diocèse de Lyon, convaincu de la véracité des allégations, a décidé de décrocher les œuvres de Louis Ribes des édifices religieux,.

## Géographie
Le diocèse comprend la métropole de Lyon, le département du Rhône et l'arrondissement de Roanne, dans le département de la Loire.
L'archidiaconé Saint-Jean (agglomération lyonnaise) compte 113 paroisses réparties en 17 doyennés, 47 communes en dépendent, soit 851 805 habitants.
L'archidiaconé Saint-Pierre (Rhône-Vert qui correspond au département du Rhône hors agglomération).
L'archidiaconé Notre-Dame (Roannais dans la Loire).

## En chiffres
Le diocèse compte un archevêque et deux évêques auxiliaires, Patrick Le Gal et  Emmanuel Gobilliard. Il y a environ 600 prêtres et diacres, entre 2 et 4 nouveaux prêtres sont ordonnés pour le diocèse chaque année depuis 2001.
Selon un sondage du quotidien La Croix de 2004, 60 % des 1 800 000 habitants se disent catholiques et environ 5 % pratiquants, soit l'équivalent de la situation en France.
L'archidiocèse de Lyon compte trois basiliques mineures : la Basilique Notre-Dame de Fourvière, la Basilique Saint-Martin d'Ainay et la Basilique Saint-Bonaventure de Lyon.

## Évêques originaires de l'archidiocèse de Lyon
- Maurice Gardès, archevêque émérite d'Auch,
- Jacques Faivre, évêque émérite du Mans,
- Thierry Brac de La Perrière, évêque auxiliaire de Lyon
- Gabriel Vanel, archevêque émérite d'Auch,
- Pierre Joatton, évêque émérite de Saint-Étienne,

### Jumelages
- Archéparchie d'Antélias des Maronites (Liban)

En 1985, le cardinal Albert Decourtray et Youssef Béchara, archevêque d'Antélias procède au jumelage des deux diocèses, dans le but de renouer et de resserrer les liens qui existent entre les communautés. En 2003, le cardinal Philippe Barbarin et son homologue d'Antélias, Bechara rédigent et signent une charte pour préciser l'esprit et les modalités du jumelage.
- Archéparchie de Mossoul des Chaldéens (Irak)

Le 2 octobre 2014, le diocèse de Lyon est jumelé avec celui de Mossoul. Ce jumelage avait été annoncé au cours d'une messe à Erbil le 29 juillet 2014.

### Rite
À la publication de la bulle Quo primum qui a suivi le concile de Trente au XVIe siècle, il put garder son rite propre, le rite lyonnais. Au XVIIIe siècle, le rite lyonnais fut profondément remanié et devint le rite « romano-lyonnais » qui fut célébré par tous les prêtres incardinés dans le diocèse à l'exception de certains ordres religieux. Lors des réformes de 1969, il fut remplacé par le rite dit de Paul VI. Aujourd'hui, le rite romano-lyonnais est maintenu à l'église Saint-Georges, ou bien encore par la Fraternité sacerdotale Saint-Pierre dans l'église Saint-Just, par des prêtres attachés à la forme extraordinaire du rite romain.

## Délégué épiscopal à l'écologie
Le 28 mai 2015, après un colloque en hommage à Jean Bastaire, pionnier d'une pensée chrétienne de l'écologie, le théologien Fabien Revol a suggèré au cardinal Philippe Barbarin de nommer un responsable dans le diocèse chargé de piloter des initiatives dans le domaine de l'écologie. Après la parution de l'encyclique Laudato si' du pape François en juin, le cardinal Barbarin a nommé le père Michel Raquet délégué épiscopal à l'écologie dans le diocèse de Lyon. Michel Raquet, 49 ans, ancien professeur agrégé de sciences naturelles, a repris des études de philosophie et de biologie après son ordination dans le diocèse de Lyon en 1997. Il est enseignant-chercheur à l'Université catholique de Lyon et membre de la chaire Jean Bastaire, dirigée par Fabien Revol. Le nouveau délégué, entouré d'une équipe de laïcs, a pour mission de fédérer les actions déjà existantes dans le diocèse autour de l'écologie, et d'encourager l'émergence de nouvelles initiatives. Il aura à mener un travail de sensibilisation auprès des chrétiens.